# Kahaluu-Keauhou
Kahaluu-Keauhou és una concentració de població designada pel cens dels Estats Units a l'estat de Hawaii. Segons el cens del 2000 tenia 2.414 habitants.

## Demografia
Segons el cens del 2000, Kahaluu-Keauhou tenia 2.414 habitants, 1.000 habitatges, i 662 famílies La densitat de població era de 157,22 habitants per km².
Dels 1.000 habitatges en un 18,6% hi vivien nens de menys de 18 anys, en un 54,4% hi vivien parelles casades, en un 8,8% dones solteres, i en un 33,8% no eren unitats familiars. En el 24,4% dels habitatges hi vivien persones soles el 9,7% de les quals corresponia a persones de 65 anys o més que vivien soles. El nombre mitjà de persones vivint en cada habitatge era de 2,33 i el nombre mitjà de persones que vivien en cada família era de 2,68.
Per edats la població es repartia de la següent manera: un 16,4% tenia menys de 18 anys, un 5,0% entre 18 i 24, un 19,9% entre 25 i 44, un 36,0% de 45 a 64 i un 22,7% 65 anys o més.
L'edat mediana era de 49,4 anys. Per cada 100 dones hi havia 101,5 homes. Per cada 100 dones de 18 o més anys hi havia 96,98 homes.
La renda mediana per habitatge era de 52.522 $ i la renda mediana per família de 60.368 $. Els homes tenien una renda mediana de 31.583 $ mentre que les dones 26.389 $. La renda per capita de la població era de 33.067 $. Aproximadament el 8,6% de les famílies i el 13,4% de la població estaven per davall del llindar de pobresa.

## Poblacions més properes
El següent diagrama mostra les poblacions més properes.